# Rosularia globulariifolia
Rosularia globulariifolia är en fetbladsväxtart som först beskrevs av Edward Fenzl, och fick sitt nu gällande namn av Ernst Friedrich Berger. Rosularia globulariifolia ingår i släktet Rosularia och familjen fetbladsväxter. Utöver nominatformen finns också underarten R. g. pallidiflora.